# Dysdera lucidipes
Dysdera lucidipes este o specie de păianjeni din genul Dysdera, familia Dysderidae, descrisă de Simon în anul 1882.
Este endemică în Algeria. Conține o singură subspecie: D. l. melillensis.